# Eucrostes lilliputaria
Eucrostes lilliputaria är en fjärilsart som beskrevs av Paul Mabille 1899. Eucrostes lilliputaria ingår i släktet Eucrostes och familjen mätare. Inga underarter finns listade i Catalogue of Life.